# Artur Viçoso May
Artur Jaime Viçoso May (Lisboa, 14 de Setembro de 1869 — Ponta Delgada, 27 de Julho de 1936) foi um pedagogo e pintor, radicado na Ilha de São Miguel. Está representado na colecção do Museu Carlos Machado.
Apadrinhou a carreira de Domingos Rebelo, angariando os apoios que permitiram os seus estudos. Foi director de Escola Industrial e Comercial de Ponta Delgada, quando esta funcionava nas instalações da Rua do Mercado, onde hoje se localiza a Escola Básica Integrada Roberto Ivens, imóvel onde existe um seu busto.